# Mosaic (videogioco)
Mosaic è un videogioco, creato e sviluppato da Steven Soderbergh e pubblicato l'8 novembre 2017 per iOS e il 21 novembre per Android. È stato pubblicato in due versioni; una per iOS e Android. Dal videogioco è stata inoltre tratta una miniserie omonima, composta da 6 episodi, che è stata trasmessa sulla HBO dal 22 gennaio 2018, mentre in Italia su Sky Atlantic dal 30 gennaio 2018.
Mosaic è simile a un film interattivo; sebbene l'utente non possa influenzare la trama, può scegliere da quale prospettiva viene visualizzata la stessa trama e apprendere differenti sfaccettature di essa. Gli utenti possono anche indagare sui propri documenti in background, email, ritagli di notizie, caselle vocali, rapporti di polizia e simili nella opzione "Scoperte".
La miniserie, invece, contiene in gran parte lo stesso contenuto dell'app, ma senza l'interattività o la capacità di ricercare i documenti, ed è leggermente più corta. Soderbergh ha in sviluppo altri due progetti interattivi senza nome basati sulla stessa piattaforma creata per Mosaic.

## Trama e temi
Mosaic  inizia in un flashback a quattro anni prima degli eventi principali della storia. Eric Neill sta tentando di sedurre e frodare l'autrice di libri per bambini Olivia Lake per volere di alcuni suoi associati. Nel presente, Eric è in prigione per l'omicidio di Olivia; Petra, la sorella di Eric e altri iniziano a indagare su cosa è successo esattamente quattro anni fa.
Lo sceneggiatore dell'app Ed Solomon ha detto di aver cercato di costruire anche i temi della struttura di Mosaic nella narrativa, scrivendo "Ogni cattivo è l'eroe della propria storia, questo mi ha costretto a pensare che ogni personaggio sia degno del proprio film". Il libro più famoso di Olivia, in-setting, dovrebbe essere letto sia come la storia di un cacciatore che cerca di proteggere la sua famiglia da un orso, sia come quella di un orso che cerca di proteggere i suoi cuccioli da un cacciatore. I punti di vista multipli sono pensati per consentire all'utente di comprendere tutti i lati.

## App
Nell'app Mosaic, tutti i playthrough iniziano con la stessa introduzione. Dopo che il prologo è stato visto, gli utenti possono continuare come Joel o Eric; dopo di ciò, la storia si ramifica ulteriormente, consentendo agli utenti di visualizzare dalle prospettive di più personaggi. A volte appaiono notifiche di contenuti aggiuntivi, simili alle notifiche push dell'app; offrono la possibilità di vedere un flashback, un flash forward o un documento correlato. I creatori hanno confrontato le "scoperte" con la capacità di passare a un glossario, una mappa o un'appendice nei romanzi fantasy.
Se tutto il contenuto è combinato, si dice che Mosaic è di circa sette ore e mezza da guardare e consumare. Si trova a cavallo tra un programma televisivo e un videogioco. Mentre l'utente può scegliere quale delle due prospettive seguire in vari punti della sezione, non sta "controllando" i personaggi, e la verità dietro l'omicidio è sempre la stessa.
L'app è stata pubblicata l'8 novembre 2017 per iOS, mentre per Android il 21 novembre.

## Accoglienza
TechCrunch ha elogiato le capacità tecniche dell'app, dicendo che era intuitivo e reattivo. Sam Eichner di UrbanDaddy si è complimentato con l'app "elegante e intuitiva" e ha limitato la ripetizione pur rimanendo comprensibile se le clip sono state guardate in un ordine insolito, ma ha ritenuto che le diverse prospettive alla fine non fossero abbastanza diverse. Inkoo Kang di Slate è rimasto deluso nell'app, dicendo che probabilmente avrebbe preferito il taglio alla televisione e preferito una visione da regista più stretta sulla libertà di perdere accidentalmente elementi importanti della trama.
Randall Colburn del The Guardian ha paragonato Mosaic alla serie The Elder Scrolls che non costringono il giocatore ad andare in una direzione, ma contengono tonnellate di materiale laterale. Colburn, pur non criticando direttamente l'app in quanto cattiva, riteneva che una narrazione più ristretta incentrata su una buona storia sarebbe stata un miglioramento rispetto alla possibilità di esplorare liberamente.